# Zegwaart
Zegwaart is een voormalig ambacht en later gemeente in de Nederlandse provincie Zuid-Holland, waarvan het grondgebied nu deel uitmaakt van de gemeente Zoetermeer. Het grondgebied van Zegwaart komt ongeveer overeen met de huidige Zoetermeerse wijken Segwaert, Noordhove, Oosterheem, Industriegebied, en het oostelijke deel van de wijken Centrum en Rokkeveen.

## Geschiedenis

### Eerste begin
Reeds in de elfde en twaalfde eeuw werd de wildernis in het gebied van het huidige Zoetermeer in fasen ontgonnen. De derde fase betrof een laaggelegen stuk land (een waart), begroeid met zegge. De eerste bebouwing in het gebied stond waarschijnlijk langs de wegen die nu bekend staan als  Rokkeveense- en de Zegwaartseweg. Op enige afstand werd een kapel gesticht, ongeveer waar nu de Dorpsstraat en de Eerste Stationsstraat elkaar kruisen.
De eerste vermelding van Zegwaart is te vinden in een akte uit 1281, waarin Graaf Floris V grond uitgeeft aan Dirk van Teylingen in Waddinxveen, tot aan de grenzen van onder andere Zegwaerde en Soetermere.

### Ontstaan van het dorp
Oorspronkelijk waren de boeren in het gebied zelfvoorzienend. In de dertiende eeuw ontstond echter op de grens van  Zoetermeer en Zegwaart een dorpskern waar ambachtslieden zich vestigden.
Het oudste document waarin over Zegwaart als ambacht wordt gesproken is een boek uit 1504. Dit boek begint met de mededeling dat "dit boeck wort ghemaect in 't jaer ons Heren doe men scref XVc ende iiii op Sinte Odulphusdach, bij Henric Jacopssoen die coster ende hoert toe dat ambocht van Zegwaert." (Dit boek wordt gemaakt in het jaar onzes heren dat men schrijft als vijftienhonderd en vier op Sint Odulphusdag, door Hendrik Jacobszoon, de koster, en behoort toe aan het ambacht Zegwaart.) In het boek leggen de ambachtsbewaarders Joost Claeszoon en Cornelis Goesenzoon financiële verantwoording af aan de schout Aernt Claeszoon Hoflant.
Feitelijk vormden Zegwaart en Zoetermeer een tweelingdorp, met tussen de twee kernen een brug over de Wallenwetering. Hoewel Zegwaart en Zoetermeer allebei een eigen bestuur kenden gingen de inwoners naar dezelfde scholen en dezelfde kerk. Op de hoek van de Dorpsstraat en de Wallenwetering verrees de nieuwe gezamenlijke parochiekerk, op de plaats van de huidige Oude Kerk. De Zegwaartse kapel werd pas rond 1610 gesloopt. De twee ambachten deelden zelfs korte tijd een ambachtsheer; Jacob van Wijngaarden was al heer van Zoetermeer toen hij in 1595 de Zegwaartse rechten kocht en daarmee ook heer van Zegwaart werd. 

### Kasteel
Aan het eind van de veertiende eeuw werd in opdracht van ridder Willem van Egmond, ambachtsheer van Zegwaart sinds 1370, bij een waarschijnlijk al bestaande boerenhofstede aan de huidige dorpsstraat een versterkte woning gebouwd. In 1398 wordt deze woning vermeld als Huis te Palenstein. De versterkte woning werd lange tijd bewoond door elkaar opvolgende ambachtsheren. Een eeuw later speelde het huis nog een bescheiden rol in de Hoekse en Kabeljauwse twisten. Tussen 1488 en 1490 waren er 30 dagen lang zes man gelegerd in het huis op bevel van de stad Leiden, die stadhouder Jan van Egmond steunde bij de bevrijding van het bezette Rotterdam. Het ambacht Zegwaart declareerde later de kosten vier stuivers per man per dag.
De opvolgers van Wouter van Egmond hadden hun belangen elders en het Huis te Palenstein raakte vervallen. Eerdergenoemde  Jacob van Wijngaarden liet in 1645 een nieuw huis bouwen op het terrein, waarna dit diende als administratief centrum van het dorp. Rond 1790 werden de resten van het oorspronkelijk Huis te Palenstein gesloopt.

### Armoede
Maximiliaan van Oostenrijk liet als regent van de toen minderjarige graaf van Holland in 1494 en 1514 onderzoek doen naar de toestand van alle steden en dorpen, dit ten behoeve van de belastingheffing. 
Schout Claes Pieter Meynaerttsz, schepenen Jacob Claesz en Claes Jacobsz, ambaschtsbewaarder Joris Claesz, kerkmeester Jan Dircxz en pastoor Evert Pietersz van Zegwaart en Zoetermeer verklaarden in 1514 dat er in Zegwaart 74 huizen stonden. De bewoners van 25 huizen (33%!) leefden van 'den heyligen geest', ofwel van de kerkelijke bedeling. Daarnaast waren in Zegwaart de laatste zestig jaar 55 huizen afgebroken en stonden er zeven leeg. 
Het totale landoppervlak was volgens opgave 853 morgen (zo’n 725 ha). 300 morgen land was weggegraven voor de turfwinning en kon niet meer bepoot of geschikt worden gemaakt voor enig gebruik. 300 andere morgen waren met grote moeite weer bruikbaar gemaakt. Behalve dat Zegwaart zuchtte onder de oorlogen, had het ambacht ook erg veel last van muizen.
Zegwaart hief geen plaatselijke belastingen, maar had wel schulden, ontstaan door bijdragen in de oorlogsvoering en de aanleg van sluizen in Rotterdam voor de afwatering van de Binnenweg. De arme dorpelingen deden “grooten arbeyt smorgens vrouch ende savons laet om huere cost te winnen’ met turfsteken en het houden van een paar koeien.

### Rampspoed
Op 1 november 1570 raakte een deel van Zegwaart onder water door de Allerheiligenvloed. Vier jaar later, in augustus 1574, werden in opdracht van de Staten van Holland dijken doorgestoken en sluizen open gezet, om zo het gebied rond het door de Spanjaarden bezette Leiden te inunderen. Opnieuw raakte grote delen van Zegwaart overstroomd. Na het ontzet van Leiden was men nog jaren bezig om al het water weg te krijgen, doordat alle watermolentjes waren vernield in de strijd tussen Geuzen en Spanjaarden. Niet alleen het water zorgde in 1574 voor veel schade. Soldaten, die op weg naar Leiden door het tweelingdorp trokken, staken tientallen huizen in brand en plunderden de Oude Kerk. Pastoor Petrus Corneliszoon Koninck koos eieren voor zijn geld en vertrekt. Al in 1575 stond in Zoetermeer de eerste dominee op de kansel: Wijnandus van Beeck.

### Brand
In januari 1650 brak brand uit in de Dorpsstraat die op dat moment nog vooral uit houten huizen bestond. Een deel van de noordzijde van de straat werd verwoest. Het dorpsbestuur blies de oude dorpswacht nieuw leven in waarvoor bij de Oude Kerk een wachthuis werd gebouwd.
In de nacht van 28 oktober 1702 brak opnieuw brand uit in de Dorpsstraat, ditmaal aan de Zoetermeerse kant, die naar het oosten op andere panden oversloeg. Pas bij de grens met Zegwaart wist men de brand tot staan te brengen. 
Het bestuur van Zegwaart nam vervolgens het initiatief om in Amsterdam een brandspuit te gaan bekijken. Eind december werd voor fl. 750 een brandspuit besteld die in februari 1703 per schip aan bij de Oude Kerk aankwam.
Grote branden die delen van het dorp in de as legden kwamen daarna niet meer voor, maar toch gingen in de loop van de tijd nog enkele gebouwen in vlammen op, zoals een grote boerderij aan de Voorweg, en de houten korenmolen vlak achter het dorp.

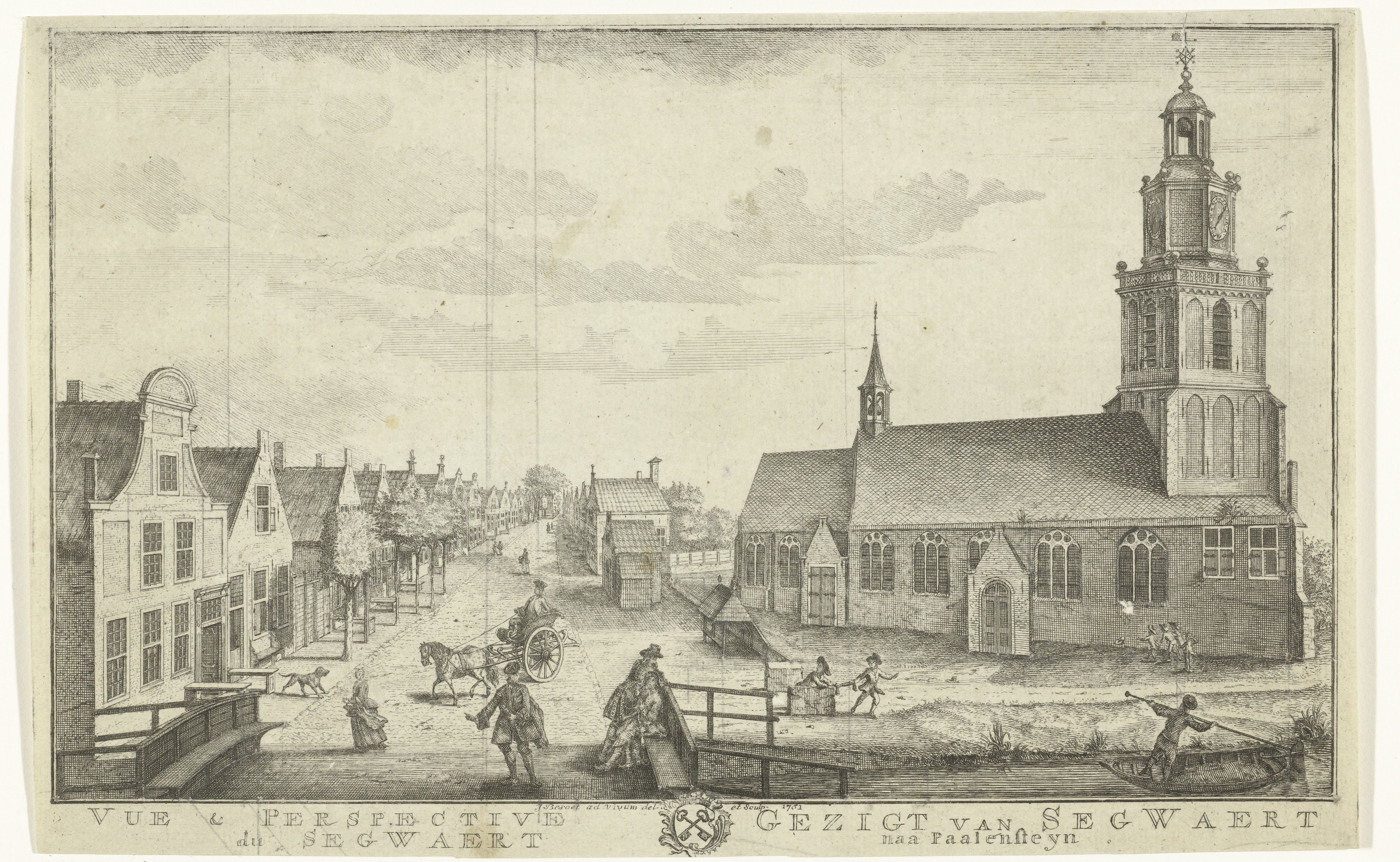
Dorpsgezicht met Hervormde Kerk in Dorpsstraat te Zegwaart. Op de prent is de kerk voor de afbraak in 1784 weergegeven. Op de voorgrond is de brug tussen Zegwaart en Zoetermeer te zien.

### Vernieuwing van de Oude Kerk
In de 18de eeuw was de Oude kerk sterk in verval geraakt. Na onderzoek bleek dat herstel van het kerkgebouw het voor die tijd gigantische bedrag van minimaal fl. 22.000,- zou gaan kosten en zelfs dat zou slechts uitstel van executie zijn. Alleen de toren kon behouden worden. De (katholieke) Italiaanse architect Carlo Giovanni Francesco Giudici, vriend van de ambachtsheer van Zegwaart, kreeg van het kerkbestuur de opdracht om een nieuw kerkgebouw te realiseren.
Bij de herbouw werd niet alleen het gebouw maar ook het complete meubilair vervangen. De gehele kerk werd afgebroken en alles wat nog nuttig was, werd hergebruikt of verkocht. De vloer van het koor en de graven moesten intact blijven. Hierdoor kwam de nieuwe kerk praktisch op dezelfde plaats te staan als de oude kerk. De kerk werd tussen 1785 en 1787 tegen de oude toren aangebouwd en op 14 oktober1787 in gebruik genomen.

### Katholiek en protestanten
Na het ontzet van Leiden en het vertrek van Pastoor Koninck nam de invloed van het protestantisme al snel toe. Toen in februari 1573 Staten Generaal alle uitoefening van het katholicisme verboden, gold dat uiteraard ook voor Zoetermeer en Zegwaart en konden de katholieken alleen in het geheim gezamenlijk hun geloof beleven.
De Hervormden gebruikten de middeleeuwse kerk in de dorpskern, en schuin daartegenover hadden de Remonstranten sinds 1635 hun schuilkerk. Vanaf 1685 kerkten de katholieken uit Zoetermeer en Zegwaart in een als schuur vermomde kerk aan de Voorweg in Zoetermeer, waar nu Intratuin te vinden is. Pas in 1796 werden alle kerkgenootschappen gelijkgesteld en werd de schuilkerk een normale kerk. Het zou nog tot 1818 duren voor er een volwaardige katholieke kerk in de Dorpsstraat gebouwd kon worden, op de plaats waar nu de Nicolaaskerk staat. 
Ook op onderwijsgebied konden katholieken en protestanten niet door één deur. In eerste instantie gaat het nog goed. Lange tijd is er maar één school in het tweelingdorp: een niet al te groot gebouw aan de Dorpsstraat, schuin tegenover de Oude Kerk. In 1585 is ene Bastiaen Willemszoon daar schoolmeester. In 1611 wordt een nieuw schoolgebouw gebouwd, waarvan de nu onleesbare gevelsteen nog te zien is in de voorgevel van Dorpsstraat 70.
De schoolstrijd gaat echter ook Zoetermeer en Zegwaart niet voorbij. In 1829 was de school al overgegaan van de kerk naar de gemeente, omdat de kerk de noodzakelijke verbouwingskosten niet kon opbrengen. In Onderwijswet van 1857 maakte het stichten van bijzondere scholen mogelijk, maar zonder overheidssteun. In Zegwaart, waarvan de bewoners voornamelijk protestants waren, richtte de Vereniging voor christelijk onderwijs in 1861 een lagere school op aan de Dorpsstraat 144.
In het hoofdzakelijk katholieke Zoetermeer werd in 1891 een katholieke jongensschool geopend aan de Dorpsstraat 14. Katholieke meisjes kregen al wel les van nonnen, die vanaf 1858 in het klooster aan de Dorpsstraat 33 waren gevestigd.

### Het einde van de gemeente Zegwaart
Hoewel de economie en het sociale leven van Zoetermeer en Zegwaart sterk met elkaar verweven waren, hadden Zegwaart en Zoetermeer tot 1894 een eigen burgemeester. In dat jaar werd Cornelis Leonardus Jacobus Bos burgemeester van zowel Zoetermeer als Zegwaart en ook zijn opvolgers waren steeds burgemeester van beide gemeenten. 
Vanaf 1846 waren er al pogingen gedaan om  Zegwaart en Zoetermeer samen te voegen. De Raad van State, die in die tijd grote invloed had, wilde kleine gemeenten samenvoegen of onderbrengen bij een grotere. In het geval van Zoetermeer en Zegwaart stuitte dat steeds op bezwaren van de inwoners. Met name de Zoetermeerders waren tegen een samengaan. Zoetermeer telde minder inwoners (rond de 900 tegen 1400 in Zegwaart), maar was wel veel rijker dan Zegwaart. Bovendien waren de Zoetermeerders bang dat de nieuwe gemeente Zegwaart zou gaan heten. Ook het instellen van een commissie met diverse subcommissies leidde niet tot resultaat. In het enige rapport dat door een van de subcommissies werd opgesteld, leidde de conclusie ‘dat het samengaan nauwelijks voordeel oplevert en zeker geen financiële’.
Leopold Roland Middelberg, die in 1931 burgemeester werd va Zoetermeer en Zegwaart, zag een fusie echter wel zitten. In mei 1932 stuurde hij een rapport ‘ter beoordeling van de wenschelijkheid der vereeniging’ aan de wethouders van Zegwaart en Zoetermeer. Het rapport was zeer uitgebreid en besteedde aandacht aan allerlei aspecten van een eventueel samengaan. Ook de angst van de Zoetermeerders voor een financiële aderlating werd weggenomen, doordat Middelberg kon aantonen dat de gemiddelde belastingaanslag in Zegwaart nauwelijks lager was dan die in Zoetermeer. Uiteindelijk stemden beide gemeenteraden in met de fusie.
Ook de angst van de Zoetermeerders dat de nieuwe gemeente wel een Zegwaart zou kunnen gaan heten bleek ongegrond. De gemeenteraden kozen voor de naam Zoetermeer omdat ‘de naam Zoetermeer door de maatschappij Nutricia in de gehele wereld bekend is’. Nutricia lag weliswaar in Zegwaart, maar het bedrijf gebruikte in al haar uitingen altijd Zoetermeer als vestigingsplaats. In 1908 stuurde Nutricia al: ‘Beste wenschen uit Zoetermeer’.
Op 1 mei 1935 gingen Zoetermeer en Zegwaart samen on der de naam Zoetermeer en hield Zegwaart als zelfstandige gemeente op te bestaan.
Toen burgemeester Middelberg, die de fusie had bewerkstelligd, in 1938 naar Ede vertrok, gaf de gemeenteraad hem de oude ambtsketen van Zegwaart mee als bewijs van waardering voor zijn gedane werk. De keten kwam na zijn overlijden in 1963 in het bezit van zijn nazaten en werd uiteindelijk in 2014 door zijn kleinzoon geschonken aan het Historisch Genootschap Oud Zoetermeer.

## Trivia

### Baron van Syberg
In 1732 vestigde ene baron van Syberg zich in de dorpsstraat. Hij arriveerde in een koets met vier paarden, koetsier, twee lakeien en enkele knechten. Vrijwel direct na aankomst organiseerde hij een groot feest waarvoor alle welgestelden uit de omgeving werden uitgenodigd. Ook in de periode daarna nodigt hij vele rijken uit in zijn gehuurde woning en doet ze allerlei aantrekkelijke zakelijke voorstellen. Uiteraard was hiervoor wel een investering nodig. Enkele weken vertrok hij met zijn gevolg, een spoor aan schulden achterlatend.

### Suske en Wiske in Zoetermeer
In 2002 werkte de gemeente Zoetermeer samen met de Standaard uitgeverij om de stad te promoten via een speciaal stripavontuur, getiteld "De razende rentmeester." Die rentmeester, die in de 16de eeuw vanuit kasteel Palenstein de lokale bevolking onder de duim hield, ontsnapt anno 2004 uit een kist waarin hij na een opstand was opgesloten. Aan Suske en Wiske de taak om de rentmeester weer terug in zijn kist te krijgen.

## Zegwaart, Zegwaard of Seghwaert
De naam van Zegwaart werd in het verleden op verschillende manieren gespeld. Zowel "Zegwaart", "Segwaard", Segwaerde" en "Seghwaerd" en diverse ander spellingsvarianten kan men in oude documenten tegenkomen. Later werd de naam echter steeds meer gestandaardiseerd tot "Zegwaart". Ook op een gevelsteen van het oude raadhuis van Zegwaart kon men deze spelling terugvinden. Deze gevelsteen kan men nu vinden in de voortuin van "'t Oude Huis" aan de Dorpsstraat 7.
Het kadaster gebruikt voor percelen op het grondgebied van de voormalige gemeente echter de spelling Zegwaard. De Oude kerk bijvoorbeeld heeft de kadastrale aanduiding "Zegwaard C 8123".
De naam van de wijk Seghwaert in de huidige gemeente Zoetermeer is gebaseerd op een van de oude spellingen van de gemeentenaam. Overigens beslaat deze wijk slechts een deel van het grondgebied van de voormalige gemeente.

## Geboren te Zegwaart
- Adriaan van Well (1898-1967), ondernemer, oprichter SPAR-keten
- Silvia de Groot (1918-2009), cultureel antropologe/surinamiste
- Jan Sonneveld (1933-2022), landbouwkundige en politicus